# 서울대학교의 역사

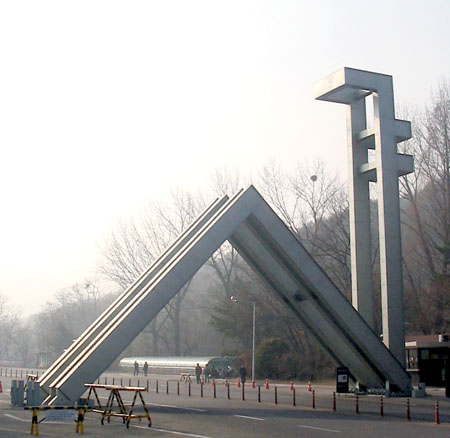
서울대학교 정문

해방 이후 1946년에 대한민국에서 설립된 서울대학교는 1975년 종합화 계획을 거쳐, 현재 서울 관악구와 종로구에 자리잡고 있다.

## 설립
1946년 7월 13일 미 군정청 문화교육부는 ‘국립서울종합대학안’을 공식 발표했다. 서울대학교에 따르면, 1945년 11월 14일부터 조선교육심의회에서 현대적 국립대학을 건립할 때 인가제도를 통한 여러 관ㆍ공립 및 사립의 전문학교를 통합하자는 구상이 있었다고 한다. 1946년 8월 22일에 ‘국립서울대학교 설립에 관한 법령’이 공포됨으로써 서울대학교는 공식적으로 설립되었다. 이 법령의 내용은 경성대학을 중심으로 여러 관·공·사립 전문학교를 통합하여 종합 대학을 설립하는 것이었다.  이사회는 미군정 문교부 고위관리들로 구성되었고, 9월 개학을 위해 총장과 학장이 내정되었다. 초대 총장으로 법학 박사 해리 엔스테드(Harry B. Ansted) 미국 해군 대위가 취임하였다. 그러나 설립 과정에서 기존 대학에 있던 교수, 직원, 학생들은 반대 운동을 동맹 휴학으로까지 강렬히 전개했으며, 이 당시 제기된 문제들은 친일교수배격, 경찰의 학원간섭정지, 집회허가제 폐지, 국립대 행정권 일체를 조선인에게 이양할 것, 미국인 총장을 한국인으로 대체할 것 등이었다. 이를 국대안 파동이라 부른다. 국대안 파동이 장기회 되자, 미군정 측에서도 타협안을 검토하였다. 1947년 2월 러취(Archer L. Lerch) 미군정장관은 이사회를 한국인만으로 구성하고 행정당국자가 관여할 수 없도록 하는 개정안을 제시하였다. 미군정 측이 타협적인 자세를 보이자 동맹휴학 중이던 학생들의 다수는 입장을 바꾸어 같은 해 3월 국대안 폐지가 아닌 시정을 요구하며 등교를 결의하였다. 이로써 같은 해 5월 6일 서울대학교설치령의 일부가 개정되어 9명의 한국인만으로 구성된 새로운 이사회가 구성되었다. 다음 달인 6월 13일에는 이사회에서 동맹휴학으로 제적된 학생들에게 복교를 허용함에 따라 국대안 파동이 일단락되었다. 곧이어 10월에는 미국인 총장을 한국인으로 교체하라는 국대안 반대파의 요구가 수용된 결과 제2대 이춘호(李春昊) 총장이 선임되었다.
서울대의 공식적인 설립 연도는 1946년이지만, 개교 원년을 앞당겨야 한다는 논쟁이 있었다. 법대의 전신인 법관양성소(1895년)를 비롯, 한성사범학교(1895년·사범대), 의학교(1899년·의과대), 상공학교(1899년·상과대, 공과대), 농상공학교(1904년·상과대, 공과대, 농생대)를 비롯한 근대교육기관이 구한말 시작했기 때문에 1895년이 개교 원년이라는 주장이다. 이에 서울대의 학내 최종 의결기구인 평의원회는 개교(開校) 연도는 현재와 같은 1946년으로 그대로 두되, 1895년을 개학(開學) 연도로 설정키로 하였다. 한편 서울대 의대(서울대병원)에서는 광혜원(1885년)을 자신들의 효시라고 주장하여 연세대학교와 대립 하기도 하였으나, 개학 연도에는 반영되지 않았다.

## 한국 전쟁과 1950년대
한국 전쟁의 발발로 1951년부터는 부산으로 옮겨가 전시 연합대학의 형태로 수업을 진행해야 했다. 이듬해 5월에 전시 연합대학은 해체되었다. 1951년 5월 동숭동 캠퍼스는 미8군사령부가 쓰기 시작했으며, 1953년 9월 15일 이를 대학 본부에 돌려주고 용산으로 옮겨갔다. 1953년 8월 7일부터 10월 17일까지 서울로 이전 작업이 진행되었다.
한국 전쟁의 영향으로 458개의 건물 중에 276개의 건물이 파손되었으며, 재건을 위해 미네소타 대학교의 원조를 받았다. 1954년부터 62년까지 미네소타 대학교로부터 받은 원조액은 천만 달러에 이른다.
1950년대 후반에는 정부와 대통령이 임명하지 않고 교수들에 의해 처음으로 총장이 선출되었다. 그렇게 선출된 총장은 제6대 서울대학교 총장 윤일선이었다.

### 학교 재건과 미네소타 프로젝트
한국전쟁이 1953년 7월에 끝나자, 9월 본부와 문리과대학이 서울 캠퍼스로 복귀하는 것으로 시작하여, 단과대학들의 서울 캠퍼스 복귀가 진행되었다. 서울로 복귀한 서울대학교는 재정적 위기에 직면하였다. 한국전쟁으로 손상된 인적·물적 기반을 재건하기 위해서는 재원 확보가 절실하였으나, 정전 직후의 정부는 교육·학술 부문에 지원할 재원이 고갈된 상태였다. 당시 국방부 예산이 대폭 증액되면서 문교부 예산은 축소 조정되었다. 한국전쟁 발발 이전 전체 정부예산의 11.4%를 차지하던 문교부 예산은 지속적으로 급감하여 1953년 2.6%를 기록하였다. 각 대학의 운영비는 등록금에서 충당해야만 하는 상황이었다. 한국전쟁 중인 1952년도에는 교직원 봉급마저 문교부 예산에 책정되지 못하는 일이 벌어지기도 하였다. 서울대학교는 전후 재건에 필요한 재원을 정부에 의존할 수 없는 상황이었다. 대학의 수는 해가 갈수록 증가하는 반면 문교부 예산은 한국전쟁 이전에 비하여 절대적으로 감소하였기 때문에 서울대학교는 시설 복구 및 교수진 확보를 위한 예산을 자체적으로 마련해야만 했다. 이에 제5대 최규남(崔奎南) 총장은 해외 원조기구와 직접 접촉하여 재원을 확보하려는 시도를 하였다. 이것을 미네소타 프로젝트(Minnesota Project)로 부르게 되는데 서울대학교와 미국 대외활동본부(FOA)는 1953년 농학·공학·의학 등 광범한 분야에 걸친 원조 협정을 체결하였다. 원조 계획의 실행은 미국의 미네소타 대학교(University of Minnesota-Twin Cities)에 일임되어, 1954년 9월 ‘미네소타 프로젝트’라는 이름의 원조 계획이 구체적으로 수립되었다. 이 교류활동을 통하여 1955년부터 1958년 7월 31일까지 서울대학교는 총 545만 1,000달러를 지원받았다. 연간 180만 달러를 지원받은 셈이다. 지원은 애초의 계획대로 농업·공업·의학 부문에 집중되었다. 서울대학교는 이 기금으로 농과대학 ·의과대학 ·공학대학의 시설을 재건하고, 유학기회 제공 및 연구지원을 통하여 교수진의 자질을 향상시켰다.
서울대학교 재건에 크게 일조한 미네소타 프로젝트(Minnesota Project)는 한미합동경제위원회(OEC)의 주재로 1961년 9월 28일까지 연장되었다. 서울대학교는 추가 지원받은 434만 달러를 기존의 농과대학·공과대학·의과대학 이외의 다른 단과대학에도 제공하여 소외된 학문 분야를 육성하였다. 특히 한미합동경제위원회·미국정부·한국정부가 유능한 행정관리 육성의 필요성에 공감한 결과 1957년부터 행정학 부문에 대한 미네소타 프로젝트 지원이 추가되었고 1959년에는 법과대학 부속 행정대학원이 설치되었다. 미네소타 프로젝트로 인하여 서울대학교를 비롯한 한국 전반의 학문 수준이 향상되었다. 서울대학교 교수 218명의 미국 유학이 이루어지면서 수준 높은 학문이 직수입되었고, 인적·물적 토대의 확보로 연구기반이 확충되었다. 집중 지원을 받은 공업·농업·의학 부문에서는 비약적인 발전이 이루어져, 1960~1970
년대 공업화의 기틀이 마련될 수 있었다.

### 서울대 총장 직접 선거
1956년 윤일선은 서울대학교 총장에 천거되었다. 1956년 문교부 장관이 된 최규남 박사는 6월 19일 자신의 후임 서울대 총장으로 당시 부총장이던 윤일선을 지명하였으며, 이에 따른 투표에 따라 총장에 임명되었다. 같은 해 문교부 장관이 된 최규남 박사는 동년 6월 19일 자신의 후임 서울대 총장으로, 당시 부총장이던 윤일선을 지명했는데, 당시 국립대 총장은 교육공무원임명령 제7조에 의거, 문교부 장관이 지명하면, 당해 대학 교수회의 동의를 얻어 임명하게 되어 있었으며, 조교수 이상 재적교수 과반수의 출석과 출석 교수 중 과반수의 동의를 얻어야 했다. 따라서 총장 지명자 윤일선에 대한 동의 투표를 실시하기 위해 6월 28일 하오 2시 서울대학교 조교수 이상 재적교수 2백70명 중 외유(外留) 교수 61명과 불참자 9명을 제외한 2백 명의 교수가 출석(95%), 본부 강단에서 교수회를 개최, 윤일선에 대한 동의 투표를 실시했다. 그 결과 가 1백81표, 부 13표, 무효 6표로서 윤일선은 90%의 동의를 얻었다.
그러나 그의 서울대학교 총장 취임을 이승만 대통령이 못마땅하게 여겼다. 서울대학교 총장을 임명제로 임명되지 않은 것에 불만을 느낀 이승만 대통령이 최규남 문교부장관에게 윤일선의 취임을 비토할 수 없겠느냐고 묻기까지도 했다.

## 4.19 혁명 전후

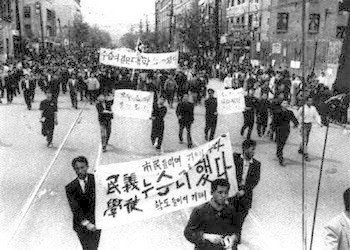
4.19 혁명

4.19 혁명 전후 서울대학교에서도 다수의 학생들이 부정선거 규탄 집회에 참여하였다. 그러나 당시 대학 총장이던 윤일선 등의 노력으로 서울대 희생자들의 수는 최대한 줄일 수 있었다. 1960년 4월 18일 고려대학교 학생 데모가 있던 날 저녁 당시 자유당 국회의원인 최규남은 서울대학교 총장 윤일선에게 연락하여 "서울대학생들도 데모에 나올 주 모르니 조심하라"는 말을 들었다. 4월 19일 아침 8시에 윤일선은 각 단과대학 학장회의를 소집했다. 회의가 끝나기도 전에 서울대 문리대생들이 데모를 벌일 기세를 보여 학장들이 황급히 달려나가 말렸으나 소용이 없었다. 이후 4.19 혁명이 발생하자 그는 학생들을 다치지 않게 하기 위해 노력하였다. 경찰청과 법원에 전화를 걸어 학생들의 데모 참여를 만류할테니 최대한 관대한 처리를 요청하였다.

1960년 4월 27일 시민의 진정을 호소하는 학생 시위대

4월 19일 낮 윤일선은 신태환 서울법대 학장 등 7,8명의 학장들과 함께 여의도 국회의사장까지 간 서울대 데모대를 찾아가 학교로 되돌아가라고 설득했다. 윤일선의 주장에 의하면 학생들은 공부가 학생들의 본분이며, 자기 분야에서 최선을 다하는 것이 진정한 애국이라는 것이었다. 그가 학생들의 귀교 조건으로 내세운 것은 "연행된 학생들의 석방"이었다. 이어 학생들의 귀교 조건으로 내세운 연행된 학생들의 석방 문제를 협의하기 위해 동대문경찰서장을 만나고 왔는데 서울대생들은 건대, 중앙대 등의 데모대 대열과 함께 중앙청 쪽으로 움직이고 있었다. 시위가 격화되면서 그는 학생들 옆을 따라갔다. 동아일보사 사옥 앞에서 서울대생도 아닌 불량차림의 청년이 데모대열에 끼어들어 선동하는 것을 본 윤일선은 "너 학생이냐"라고 물었다. 윤일선과 교수들은 시위대와 동행하며 지켜보았으며, 학생들 사이에 끼어들려는 낮선 자들의 유입을 직접 막기도 했다.
그러나 국민대학 앞에서의 경찰의 총격에 학생들이 쓰러지는 것을 목격한 윤일선은 사태를 돌이킬수 없다는 것을 직감할 수 있었다고 회상한다. 이어 학생들의 학교 복귀를 촉구하는 한편 경찰에 찾아가 연행된 학생들의 석방, 사면을 호소하여 학생들의 석방, 사면을 위해 노력하였다. 그러나 4월 26일 이승만 대통령이 하야하면서 데모대에 가담했던 학생들도 자연 해산했고 그도 학교로 되돌아왔다.

## 학생 운동과 1960년대 이후
1960년에는 독재 정권에 항거한 4·19 혁명으로 서울대학교 학생 7명이 사망했으며, 그 해 11월 민족통일연맹이 결성되었다. 4·19 혁명이 끝나고 대학에는 학생회 조직과 같은 자율적인 분위기가 잠시 조성되었으나 이듬해 5·16 군사 정변으로 탄압이 다시 이어졌다. 군사 정변을 계기로 독재가 장기화되면서 정부와 대학사회의 갈등은 격화되었다. 특히 1972년 박정희 대통령의 영구집권을 보장하는 유신헌법이 제정되어 다시 한 차례 민주주의의 근간이 흔들리자 양자 사이의 갈등은 극단적으로 표출되었다. 헌법 개정 움직임이 본격화된 이래 전국 각지에서 대학생들은 유신체제에 반대하는 시위를 벌였고, 박정희 정부는 조기방학을 강제하거나 시위 가담 학생들을 제적시키는 등 학생운동을 탄압하였다. 이 과정에서 대학에 대한 정부 개입이 잦아지자 교수사회에서는 대학의 자율성을 확보하려는 움직임이 나타났다. 서울대학교의 경우 1971년 문리과대학 교수회에서 정치권력의 개입을 규탄하며 ‘대 학자주화선언’을 하였다. 그 연장선상에서 서울대학교 교수협의회 역시 정부를 상대로 대학 자율성의 보장을 요구하였다. 하지만 1974년 1월부터 박정희 정부는 연이은 긴급조치를 공포하며 유신헌법에 대한 논의나 유신체제에 반하는 활동을 금하였다. 4월에는 전국민주청년학생총연맹 (이하 ‘민청학련’으로 약칭)이 반정부 운동을 일으켰다는 명목으로 긴급조치 4호를 공포, 관련자들을 대거 체포하였다. 이른바 ‘민청학련사건’은 유신체제에 저항하는 세력들을 공포정치로 억제하려는 목적 하에 조작된 것으로 당시 서울대학교 학생 40인도 연루되어 중형을 선고받았다.
1960년대는 이에 대한 학생들의 저항이 계속 이어지는 시기였다. 한편 1961년에는 정부의 ‘국립대학 정비절차’에 따라 많은 사범대 학과가 폐지되고 문리대로 합쳐지는 일이 벌어지기도 했다. 사범대 교수와 학생들은 이에 거세게 항의했으며, 이듬해 정부는 없어진 학과들을 다시 부활시켰다.
특수대학원인 사법대학원(1962년), 교육대학원(1963년), 신문대학원(1967년) 모두 이 시기에 세워졌다.
1960년도 종합화 계획은 종합캠퍼스 부지 결정을 계기로 새로운 국면을 맞이하게 되었다. 1968년 7월 25일에 첫 모임을 가진 ‘서울대학교 교육연구 및 기구조직분과위원회’는 이후 연말까지 여러 차례 회합을 거듭하며 종합10개년계획 수립을 위한 기본 문제들을 토의하였다. 위원회에서 제출한 보고서는 3월 30일자 『대학신문』을 통해 공표되었다. 이후 4월 8일에는 종합10개년계획을 추진하기 위한 ‘서울대학교설치령’이 대통령령 제4870호로 공포되었고, 5월 5일에는 국무총리 소속으로 심의 기구인 ‘서울대학교종합
계획추진위원회’를 설치하였다. 그리고 서울대학교설치령 제22조에 따라 총장 자문기관으로‘기획위원회’를 설치하였으며, 이 위원회 산하에는‘교육연구 및 기구조직계획(Academic Plan)’을 입안하기 위한‘교육연구 및 기구조직분과위원회’와 ‘캠퍼스종합
건설계획(Master Plan)’을 수립하기 위한 ‘시설분과위원회’를 두었다.

## 종합화 계획과 1970년대 이후
종합화와 관련한 구체적 계획은 1960년부터 지속적으로 제출되었다. 1958년에 설치된 서울대학교 종합계획수립위원회는 12개 단과대학의 실태를 파악한 뒤 교사 배치 및 시설의 확충 및 변경에 관한 사항을 심의하여 1960년 6월 종합화7개년계획을 발표하였다. 이 계획은 여러 지역에 분산된 캠퍼스를 4개 중심지역에 집중시키는 방안을 제시하였다. 세부적으로 살펴보면, 동숭동 중앙부에 대학본부·도서관·문리과대학 문학부·상과대학·법과대학·음악대학·미술대학·의과대학·치과대학·약학대학·행정대학원을, 수원에 농과대학·수의과대학을, 공릉동에 공과대학·문리과대학 이학부를, 용두동에 사범대학을 설치한다는 내용이 담겨 있다. 이 계획은 1962년 5월 문교부의 지시를 따라 종합화5개년계획으로 수정되었다. 종합화5개년계획은 동일계대학의 동일지 집중 원칙을 더욱 강화했다. 수정된 계획안을 통하여 서울대학교는 1966년까지 6개 센터 중심으로 단과대학을 재배 치하겠다는 밑그림을 그렸다. 6개 센터는 본부 중심의 인문사회센터, 미술대학 중심의 예능센터, 의과대학 중심의 의치약센터, 사범대학 중심의 교육센터, 공과대학 중심의 공업센터, 농과대학 중심의 농업센터를 의미하였다. 종합화5개년계획의 세부사항은 미네소타 대학에서 제출한 서울대학교 실태보고서에도 수록되었다. 서울대학교 내부와 외부의 시각이 모두 반영된만큼 종합화5개년계획은 합리적인 구상이었으나 현실적 문제로 실현되지 못하였다. 정부의 예산 부족과 함께 중앙공업연구소 이전 문제가 걸림돌로 작용하였기 때문이다. 법과대학 일대를 잠식하던 중앙공업연구소 부지가 예정대로 서울대학교 측에 인계되지 않아 캠퍼스 정비는 제대로 이루어질 수 없었다. 종합화5개년계획은 1966년에 종합화6개년계획으로 변경되었다. 서울대학교에서 독자적으로 수립한 이 계획은 종래의 종합화계획이 건물·시설에만 치중하여 기능상의 종합화를 부차적 문제로 치부하였다는 문제의식 위에서 출발하였다. 그에 따라 종합화6개년계획은 단과대학의 재배치뿐만 아니라 대학의 자율성 확보, 학사행정이나 연구활동의 개선 등에 대해서도 모색하였다. 종합화6개년계획 가운데 단과대학 재배치와 관련된 세부사항으로는, 공과대 학과 농과대학을 제외한 나머지 단과대학을 동숭동으로 옮겨 메인캠퍼스로 삼고 공릉동과 수원을 각각 공업캠퍼스와 농업캠퍼스로 삼는다는 계획이 있었다. 실제 음악대학과 치과대학의 이전을 위한 공사가 시작되어 이 계획은 실현 단계에 들어서는 듯하였다. 그러나 1967년 11월 정부 개입으로 종합화6개년계획 또한 무산되었다. 박정희 대통령은 기간을 10년으로 연장하여 서울대학교를 세계적 수준의 대학으로 끌어올릴 수 있는 보다 큰 규모의 계획을 구상하라고 지시하였다. 그 결과로 종합화10개년계획이 수립되었다. 1968년 4월 “서울대학교를 종합부지로 이전하고 종합화한다”는 내용의 종합화 10개년계획이 국무회의의 의결을 거쳐 같은 해 6월 국회에서 통과되었다. 이로써 서울대학교 이전과 종합화가 기정사실로 굳어지자 정부는 계획 이행에 앞서 기본방침 논의에 돌입하였다. 1970년 4월 8일 국무회의를 통과한 서울대학교설 치령에 의거해 총장산하에 기획위원회와 건설본부가 설치되었고, 29일부터는 서 울대학교 부총장을 위원장으로 하여 기획위원회가 본격적인 활동에 들어갔다. 기획위원회는 종합화10개년계획의 실행을 위한 큰 밑그림을 그리는 데 중점을 두었다. 기획위원회는 산하에 ‘교육연구 및 기구조직분과위원회’와 ‘시설분과위원회’를 두어 각각 아카데믹 플랜(Academic Plan)과 마스터플랜(Master Plan, 캠퍼스종합 건설계획)을 입안하도록 하였다. 이 가운데 아카데믹 플랜은 서울대학교가 지향해 야 할 교육이념을 규명하고, 그 교육이념의 구현을 위한 이상적 대학 모형을 창조하는 데 목표를 두었다. 아카데믹 플랜에서 캠퍼스의 기본 배치는 학문 계열에 따른 센터 위주로 이루어졌다. 교내 생활의 중심인 중앙도서관과 학생회관은 캠퍼스 중심에 배치되었으며, 지나치게 크거나 동일한 형태를 공유하는 건축물을 세우는 것은 지양되었다. 마스터플랜은 아카데믹 플랜의 기본방침을 공간에 구현하기 위한 구상이었다. 실질적으로 마스터플랜의 초안 작성은 공과대학 응용과학연구소에서 담당하였다. 응용과학연구소는 중앙도서관·학생회관·교수회관을 캠퍼스 중앙에 배치하고 내부에 인문·사회·자연 등 기본학문분야를, 외곽에 전문 계열을 배치하는 설계안을 내놓았다. 이것은 아카데믹 플랜을 거의 그대로 공간화한 것이었다. 대학 인구 또한 아카데믹 플랜의 입장을 수용하여 2만 명으로 한정하였다.
최종적인 마스터플랜은 1971년 10월에 완성되었다. 같은 해 12월 공식 확정된 안에서는 캠퍼스 중심에 중앙도서관을 두고 동일축에 대학본부를, 주변에 학생 회관을 놓는 배치가 채택되었다. 이 외에도 교육지구를 양분하여 왼쪽에 인문사회계, 오른쪽에 이공계를 설치하고, 낙성대로 이어지는 캠퍼스 북동쪽에 학생 기숙사와 교수 아파트로 구성된 주거지역을 설치한다는 세부사항이 마련됨으로써 현재까지 이어지는 관악캠퍼스의 원형이 만들어졌다.
1973년 10월 기초과정연구위원회가 구성되어 교과과정 개편안을 마련하였으며, 이 연구위원회가 작성한 시안을 기초과정위원회가 검토하여 같은 해 11월 20일 최종 확정하였다. 이 개편안에서는 졸업 학점을 140학점으로 낮추고 기초과정 이수 학점을 인문사회계 76학점, 자연계 39학점으로 정한 것이다. 1976년부터는 한국사 과목도 법정 교양필수 과목에 추가되었다. 당시 정부는 ‘국적 있는 교육’을 강조하면서 한국사를 법정 교양필수 과목에 추가하였
다. 당시 정부는 권위주의 통치에 대한 비판을 제압하기 위해 ‘한국적 민주주의’를 내세운 것이다. ‘국적 있는 교육’이라고 하는 것도 ‘한국적 민주주의’ 담론의 연장선상이었다. 
1970년대 중반까지 서울대학교 단과대학들은 서울특별시 종로구 동숭동(문리과대학, 법과대학, 예술대학 미술부), 연건동(의과대학, 간호대학), 소공동 (치과대학), 을지로(사범대학), (현) 노원구 공릉동(공과대학, 교양학부), 성북구 종암동(상과대학), 경기도 수원시(농과대학) 등 곳곳에 나뉘어 있었다. 이에 서울대는 종합화 계획을 세우고, 1975년에 농과대학(현재 농업생명과학대학, 수의과대학)과 의과대학 본과만을 제외하고 단과대학들을 모두 새로 세운 관악캠퍼스로 이전하였다. 이때 음악대학도 연건동 의과대학 구내 함춘원을 빌려 사용하다가 1975년 12월 관악 캠퍼스에 음악대학 예술관이 완성됨에 따라 1976년 3월 관악 캠퍼스로 옮기게 된다. 새로 지은 관악캠퍼스의 상징인 교문은 1978년에 설치가 완료되었다.
1975년 종합화 이후 학과의 변화는 ① 신설, ② 폐지, ③ 분리, ④ 명칭 변경 
등 크게 4가지 유형으로 분류되었다. 먼저 학과가 신설되거나 폐지된 사례는 1978년 공과대학에 계측제어공학과와 전자계산학과가 신설되었으며, 1980년 사범대학에 국민윤리교육과가 신설되었다. 1984년 인문대학에 노어노문학과와 서어서문학과가 신설되었다. 폐지된 사례는 1978년 폐지된 공과대학의 공업교육과가 그것이다. 공업교육과가 폐지된 것은 정부의 압력에 의한 것으로 서울대학교 자체의 결정에 의한 것이 아니었다. 1980년 법학과 단일체제였던 법과대학이 공법학과와 사법학과로 분리되었다. 1982년 사범대학의  전공들이 모두 학과로 독립했다. 외국어교육과의 영어·독어·불어 전공이 각각 영어교육과 ·불어교육과 ·독어교육과로, 사회교육과의 일반사회·역사 ·지리 
전공이 각각 사회교육과·역사교육과·지리교육과로, 과학교육과의 물리·화학·생물 ·지구과학 전공이 각각 물리교육과 ·화학교육과 ·생물교육과 ·지구과학교육과로 승격되었다. 1983년 미술대학의 회화과가 동양화과와 서양화과로 분리되었고, 응용미술학과가 공예과와 산업미술학과로 분리되었다. 학과의 명칭이 바뀐 사례는 1979년 공과대학의 전자계산학과가 전자계산기공학과로 바뀌었으며, 사회과학대학의 사회사업학과가 사회복지학과로 바뀌었다. 1982년 자연과학대학의 지질학과가 지질과학과로 명칭을 바꾸었다. 1983년 공과대학의 요업공학과가 무기재료공학과로, 계측제어공학과가 제어계
측공학과로 바뀌었으며, 인문대학의 고고학과가 고고미술사학과로 명칭을 변경했다. 1984년 사회과학대학의 무역학과가 국제경제학과로 바뀌었으며, 1986년 자연과학대학의 기상학과가 대기과학과로 명칭을 변경했다. 1988년 가정대학의 가정관리학과가 소비자아동학과로, 공과대학의 전자계산기공학과가 컴퓨터공학과로 이름을 바꾸었다. 1989년 미술대학의 산업미술과가 산업디자인학과로 바뀌었다. 1991년 자연과학대학의 식물학과가 생물학과로, 동물학과가 분자생물학과로 명칭을 변경하였고, 공과대학의 항공공학과가 항공우주공학과로 바뀌었다. 1993년 공과대학의 섬유공학과가 섬유고분자공학과로 명칭을 바꾸었다. 학문 자체의 발전과 분화에도 원인이 있었지만 경제구조와 산업구조의 고도화도 한몫을 한 것이다.
문리과대학이 있던 동숭동 부지는 한국문화예술진흥원과 기아산업이 사들였으며, 이후에 마로니에 공원이 조성되었다. 공과대학이 있던 공릉동 부지는 현재 서울과학기술대학교가 사용하고 있다.

## 1980년대 이후

제24대 서울대 총장 이장무

10월 유신 이후 계속 억눌려 있던 대학에는 1987년 6월 항쟁으로 민주화 분위기가 조성되었으며, 대학본부에서는 1979년 12월 4일 총장자문기구로 학사조정위원회를 설치하여, 교수권익 옹호단체로 국한된 교수협의회를 개편하고 학내의 비민주적 요소들을 제거하였다. 이에 개편된 교수협의회를 중심으로 교수재임용제 폐지와 총장선출 권리를 요구하는 목소리가 높아졌다. 정치권력의 이해관계를 반영하던 정책들을 폐기하려는 움직임도 나타났다. 1980년 2월 학장회의에서는 상담지도 관·분담지도교수제·지도휴학제·간행물지침의 폐지, 호국단체제와 학생회조직의 이원화 등을 골자로 하는 학칙개정안을 심의하여 4월에 통과시켰다. 1988년 8월 10일 ‘서울대학교자율적발전방안연구위원회’를 구성하여 총장선임제도에 관한 공식 논의를 시작했다. 이 연구위원회는 각 단과대학 교수회에 총장선임제도에 대한 논의를 요청하여 그 의견을 수합하는 한편, 교수협의회의 방안을 토대로 보다 합리적인 총장 선임방안을 추출했으며, 그 결과를 바탕으로 공청회를 개최했다. 공청회에서는 크게 세 가지 방안이 거론되었다. 열띤 토론 끝에 총장후보지명위원회에서 5~10명의 후보를 선정하면 전 교수가 직접투표로 2명의 총장 후보를 선출하는 방안이 채택되었다. 이 방안은 1989년 8월 24일 열린 학장회에서 확정되었다. 최종 확정된 방안의 구체적 내용을 살펴보면 다음과 같다. 먼저 각 단과대학 교수 대표 50명 이내로 총장후보선정위원회를 구성한다. 총장후보선정위원회는 5명 이내의 총장 후보를 지명한다. 서울대학교에 재직 중인 전임강사 이상 전체 교수가 2명 연기명식 직접비밀투표를 실시하여 이 가운데 최종 2명의 총장 후보를 선출한다. 이를 문교부 장관이 대통령에게 제청하면 최종 임명권자인 대통령이 이 가운데 한 사람을 총장으로 임명한다. 이러한 총장 선출 방법이 확정되자 1991년 7월 서울대학교 최초로 직선제에 의한 총장 선거가 실시되었다. 1991년에는 총장 선출 방식도 직선제로 변경되었다. 총장후보선정위원회가 예비후보 9명을 선정했으며 비밀투표를 거쳐 5명의 후보로 압축했다. 전체 교수가 2명 연기명식 투표를 통해 김종운 교수와 김영국 교수를 최종 후보로 선정하여 교육부 장관이 대통령에게 제청했다. 대통령은 이 가운데 최다 득표자로 첫 번째 직선제 총장이 되는 김종운을 시작으로 이수성, 선우중호, 이기준, 정운찬, 이장무, 오연천 등이 총장으로 선출되었으며, 2014년에 성낙인이 제26대 총장으로 선출되어 현재 재임 중이다.
1980년대 관악 캠퍼스는 경기 관악산 북쪽 기슭에 자하동천을 옆에 끼고 관악산 산세를 최대한 살려 조성하였다. 관악산 정상에서 북서로 뻗어 내리는 능선을 중심으로 좌우 계곡에는 수영장과 댐을 건설하였고, 더 내려온 곳에는 천문대와 교수회관을 세웠다. 전망대 역할을 하는 교수회관과 본부 앞 동산을 연결하는 축 위에 중심 건물들을 배치하였는데, 교수회관 아래 중앙 구릉 부분에는 등고선을 따라 건물을 일자로 배치하였고, 그 아래 캠퍼스 중심 부분에 중앙도서관과 본부, 전면 광장을 두었다. 주 능선 좌우에 형성된 계곡에는 교육 시설 4동을 한 쪽이 트인‘ㅁ’자형으로 배치하였으며, 각 동은 오버브리지로 연결하였다. 관악 캠퍼스는 전체적으로 볼때 지형의 특성을 살리면서 병렬형과 중정형(㴉㭸䏌)을 혼합 배치한 형상으로 건설했다. 1985년 관악 캠퍼스에 대강당(문화관), 1986년 실내 체육관, 1992년 박물관이 완공되었다. 수원에 남아 있던 농과대학과 수의과대학이 2003년에 관악으로 이전하게 됨에 따라, 현재는 관악과 연건 캠퍼스만 남게 되었다. 1987년 서울대학교 발전장기계획(1987~2001)이 수립되었다. 1990년 탈루아르 선언(Talloires Declaration)이 등장함으로 당시 환경 파괴에 대한 위기의식이 팽배한 가운데, 전 세계 22개 대학교 총장들이 모여 대학이 환경 문제 해결에 적극 참여해야 한다는 선언을 하였다. 그리고 2년 뒤 브라질 리우 회의(UNCED, United Nations Conference on Environment and Development)는 ‘환경적으로 건전하고 지속 가능한 발전(Environmentally Sound and Sustainable Development)’이 인류가 추구해야 할 궁극적인 이념이며, 이러한 이념을 확산하기 위해 대학이 핵심 역할을 담당해야 한다는 점을 강조하였다. 이후 탈루아르 선언에 가입한 대학들이 점점 늘어 『관악 캠퍼스 재건축 및 조경 마스터플랜에 관한 연구』(2004년)가 수립이 됐다. 『캠퍼스 개발과 친환경 관악 캠퍼스 재건축 및 조경 마스터플랜에 관한 연구』(2004년)는 캠퍼스 개발과 친환경 캠퍼스라는 개념을 동시에 만족시킬 수 있는 캠퍼스 재개발 계획을 제시하였다. 구체적으로는 캠퍼스 공간 구조를 ① 학문 권역 ② 교류 권역 ③ 환경 권역 ④ 동선 권역으로 구분하여 대학 시설 재배치를 통한 구조화 작업을 실행하는 한편, 각 항목을 유기적으로 연결할 수 있는 네트워크 수립을 구축했고 일환으로 서울대학교 ‘걷고 싶은 거리’를 조성하게 된다. 관악캠퍼스를 보행 중심의 에코캠퍼스로 가꿔 나가기 위한 첫걸음이라 할 수 있다. ‘걷고 싶은 거리’는 정문-미술관-경영대학-멀티미디어 강의동(83동) 앞-음악대학∙미술대학-자하연-중앙도서관-공과대학 안마당(붉은 광장)-공과대학 폭포까지 이어지는 총 2Km 정도의 통행로 건설을 목표로 2005년 7월 15일에 착공하여 이해 10월 25일 자하연에 이르는 1단계 구간을 개통하였다. 
2011년 12월 28일 시행 '국립대학법인 서울대학교 설립·운영에 관한 법률'에 따라 법인 등기를 마치고 독립 법인으로 전환하였다. 서울대학교가 법인화 문제를 고려하기 시작한 것은 1990년대 ‘서울대학교법’ 제정을 추진하면서부터다. ‘서울대학교법제정연구소위원회’가 1989년 7월 12일 구성되면서 ‘서울대학교법’ 제정 작업이 시작되었다. 하지만 이 작업은 이후 여러 가지 사정으로 좀처럼 진척되지 못하다가 다시금 활발하게 논의되기 시작한 것은 1995년 이수성 총장 취임부터다. 이수성 총장은 서울대학교발전위원회를 구성했으며 그 산하 분과위원회 가운데 하나로 ‘서울대학교법제정연구위원회’가 만들어진 것이다. 이후 충분한 논의끝에 2008년 1월 14일 자율화추진위원회를 출범시켰고 2008년 9월 28일 서울대학교는 법인화위원회를 출범시켰다. 법인화위원회는 행정대학원장을 역임한 김신복 부총장과 자연과학대학 통계학과 박성현 교수를 공동위원장으로 학생과 외부 인사를 포함해 모두 73명의 위원으로 구성되었다.